# سيندي آدامز
سيندي آدامز (بالإنجليزية: Cindy Adams)‏ هي صحفية وكاتِبة أمريكية، ولدت في 24 أبريل 1930 في مانهاتن في الولايات المتحدة.

## وصلات خارجية
- سيندي آدامز على موقع IMDb (الإنجليزية)
- سيندي آدامز على موقع قاعدة بيانات برودواي على الإنترنت (الإنجليزية)
- سيندي آدامز على موقع قاعدة بيانات الفيلم (الإنجليزية)